# Gabriel Miró
Gabriel Miró Ferrer (Alicante, 28 de julho de 1879 – Madrid, 27 de maio de 1930) foi um escritor espanhol, geralmente inserido na chamada Geração de 14 ou no novecentismo.

## Biografia
Nascido em 1879 em Alicante, foi o segundo filho de Encarnación Ferrer e de Juan Miró, engenheiro de Obras Públicas. Entre 1887 e 1892, estudou como aluno interno, juntamente com o seu irmão Juan, no Colégio de Santo Domingo dos jesuítas, em Orihuela, onde lhe foi atribuído o seu primeiro prémio literário por um trabalho de redação escolar intitulado Um dia no campo. Nesse período, contraiu reumatismo no joelho esquerdo, talvez por hipocondria, passando longos períodos na enfermaria do colégio. O seu estado de saúde delicado levou os pais a transferi-lo para o Instituto de Alicante, e, posteriormente, a família mudou-se para Cidade Real, experiência que viria a ser retratada na sua obra Niño y grande; foi aí que concluiu os estudos secundários.
Em outubro de 1895, iniciou o curso de Direito nas Universidades de Valência e Granada, licenciando-se em 1900. Após falhar duas tentativas nos concursos para a magistratura, exerceu funções modestas no Município de Alicante e na Diputación Provincial, residindo então no bairro periférico de Benalúa. Em 1908, venceu o primeiro prémio de romance atribuído por El Cuento Semanal, o que lhe conferiu rápida notoriedade como narrador e estilista. Nesse mesmo ano, foi homenageado por diversos escritores, entre os quais Valle-Inclán, Pío Baroja e Felipe Trigo; também nesse ano faleceu o seu pai. Colaborou com vários jornais e revistas em Espanha e na América Latina, entre os quais Heraldo, Los Lunes de El Imparcial, ABC e El Sol, de Madrid, bem como Caras y Caretas e La Nación, de Buenos Aires.

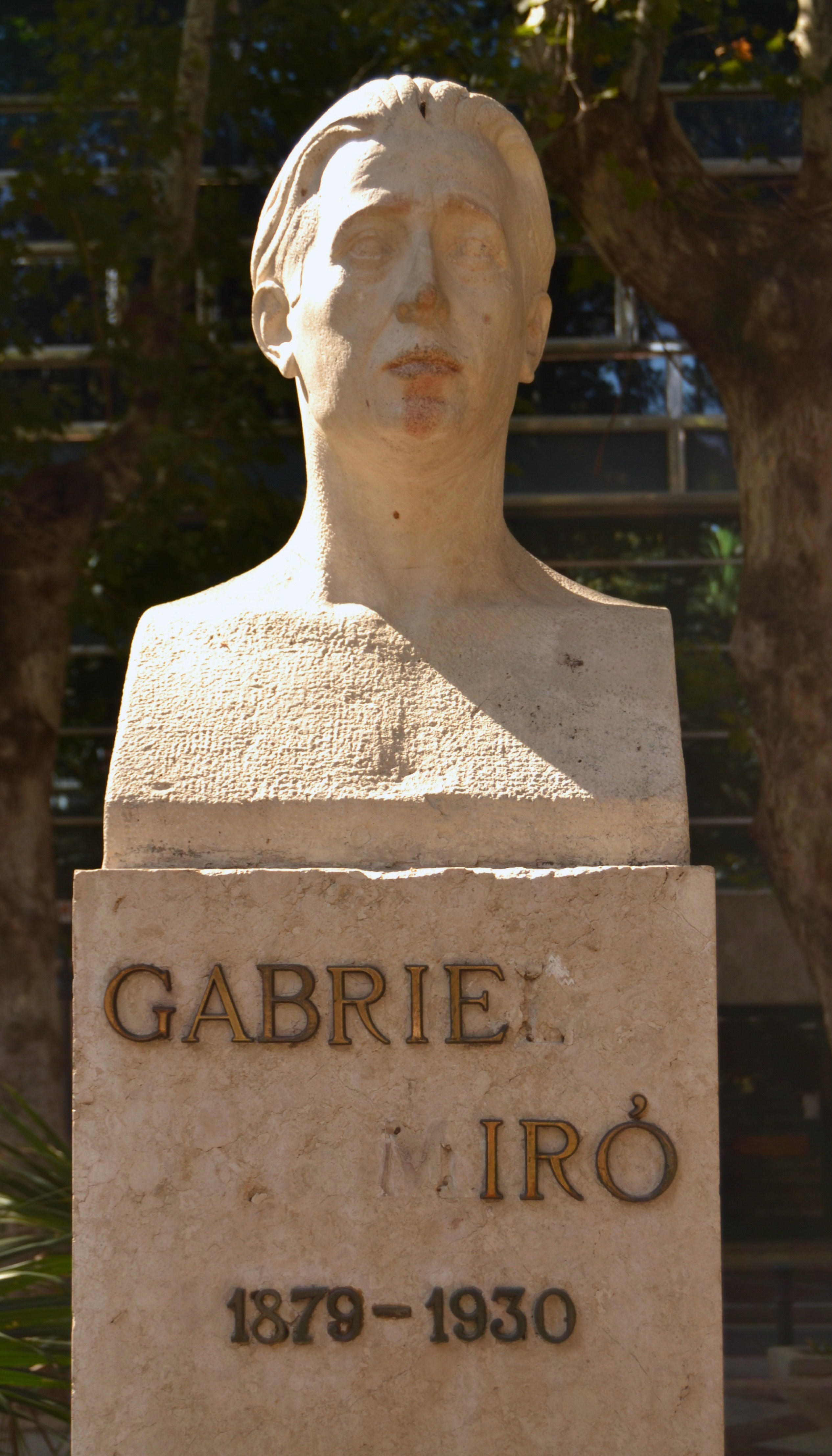
Busto em Alicante

Em 1911, foi nomeado cronista da província de Alicante e chefe de imprensa do presidente da câmara, Federico Soto Mollá. A partir de 1914, passou a residir em Barcelona, ao serviço da Diputación. Nessa cidade, dirigiu uma Enciclopedia sagrada para a editora catalã Vecchi & Ramos, projecto que, embora inacabado, lhe trouxe grande satisfação pessoal. Entre 1914 e 1920, colaborou com a imprensa barcelonesa: Diario de Barcelona, La Vanguardia e La Publicidad. Foi também aí que conheceu o editor de muitas das suas obras, Eduardo Domenech.
Mudou-se para Madrid em 1920, ao ser nomeado funcionário do Ministério da Instrução Pública, onde permaneceu até ao fim da vida. Em 1921, desempenhava funções como secretário dos concursos nacionais organizados por esse mesmo ministério. Em 1925, recebeu o Prémio Mariano de Cavia pelo artigo "Huerto de cruces" e, em 1927, foi proposto por Azorín como candidato à Real Academia Espanhola, candidatura que não teve sucesso, possivelmente devido ao escândalo provocado pelo seu romance El obispo leproso, considerado anticlerical.
O seu estilo, de grande elaboração, é caracterizado por um vocabulário castiço, arcaísmos e sinestesias. Entre os seus amigos contavam-se Óscar Esplá, Emilio Varela e Azorín, também naturais de Alicante, bem como o compositor catalão Enrique Granados.

## Trabalho

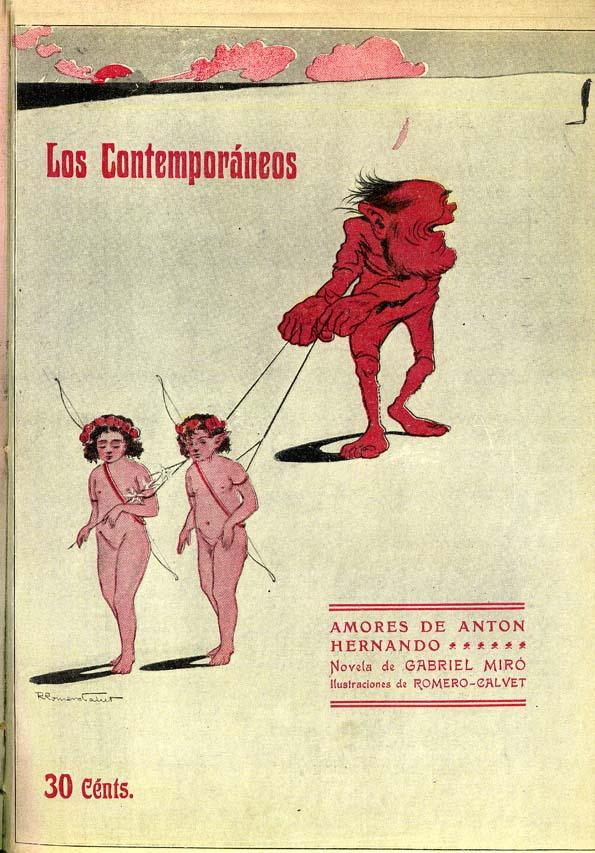
Amores de Antón Hernando, publicada na série Los Contemporáneos (n.º 48, 26 de novembro de 1909), ilustração de Romero Calvet

A maioria da crítica considera que a maturidade literária de Gabriel Miró tem início com Las cerezas del cementerio (1910), cuja narrativa explora o amor trágico entre o jovem hipersensível Félix Valdivia e uma mulher mais velha (Beatriz), numa atmosfera marcada pela voluptuosidade e pelo lirismo intimista, onde se abordam temas como o erotismo, a doença e a morte.
Em 1915, publicou El abuelo del rey, romance que retrata a história de três gerações numa pequena localidade levantina, apresentando — com uma dose de ironia — o conflito entre tradição e progresso, bem como a pressão do meio. Trata-se, sobretudo, de uma reflexão sobre o tempo.
Um ano depois, surgiu Figuras de la Pasión del Señor (1916-17), uma série de quadros sobre os últimos dias da vida de Cristo. Também de 1917 é Libro de Sigüenza, que inaugura as obras de carácter autobiográfico do autor, centradas na figura de Sigüenza, heterónimo ou alter ego, uma personificação lírica do próprio autor, que confere unidade às cenas que compõem o livro. Obras com características semelhantes são El humo dormido (1919), que tematiza o tempo, e Años y leguas (1928), onde Sigüenza volta a ser protagonista e fio condutor.
Em 1921, publicou El ángel, el molino, el caracol del faro, uma coletânea de estampas, e o romance Nuestro padre San Daniel, que, juntamente com El obispo leproso (1926), forma uma unidade narrativa. Ambas as obras decorrem na cidade de Oleza, representação fictícia de Orihuela, no último terço do século XIX. Esta cidade, mergulhada na letargia, é concebida como um microcosmo de misticismo e sensualidade, onde as personagens se veem divididas entre as suas pulsões naturais e a repressão social, a intolerância e o obscurantismo religioso a que estão sujeitas.
Ricardo Gullón classificou a narrativa de Miró como romance lírico. Estas obras privilegiam a expressão de sentimentos e sensações em detrimento da ação, caracterizando-se por:
1. Uma técnica marcada pelo fragmentarismo;
2. O uso da elipse;
3. A construção do enredo em cenas dispersas, ligadas pela reflexão e memória.

O tempo constitui o tema central da obra de Miró, que integra o passado num presente contínuo por meio das sensações, da evocação e da recordação — à semelhança do que fazia Azorín. Também o sensorial é, na literatura mironiana, uma forma de criação e de conhecimento. Daí resultam:
1. A riqueza plástica da sua prosa;
2. O uso frequente de sinestesias e imagens sensoriais;
3. Uma adjectivação surpreendente;
4. Um vocabulário de grande riqueza.

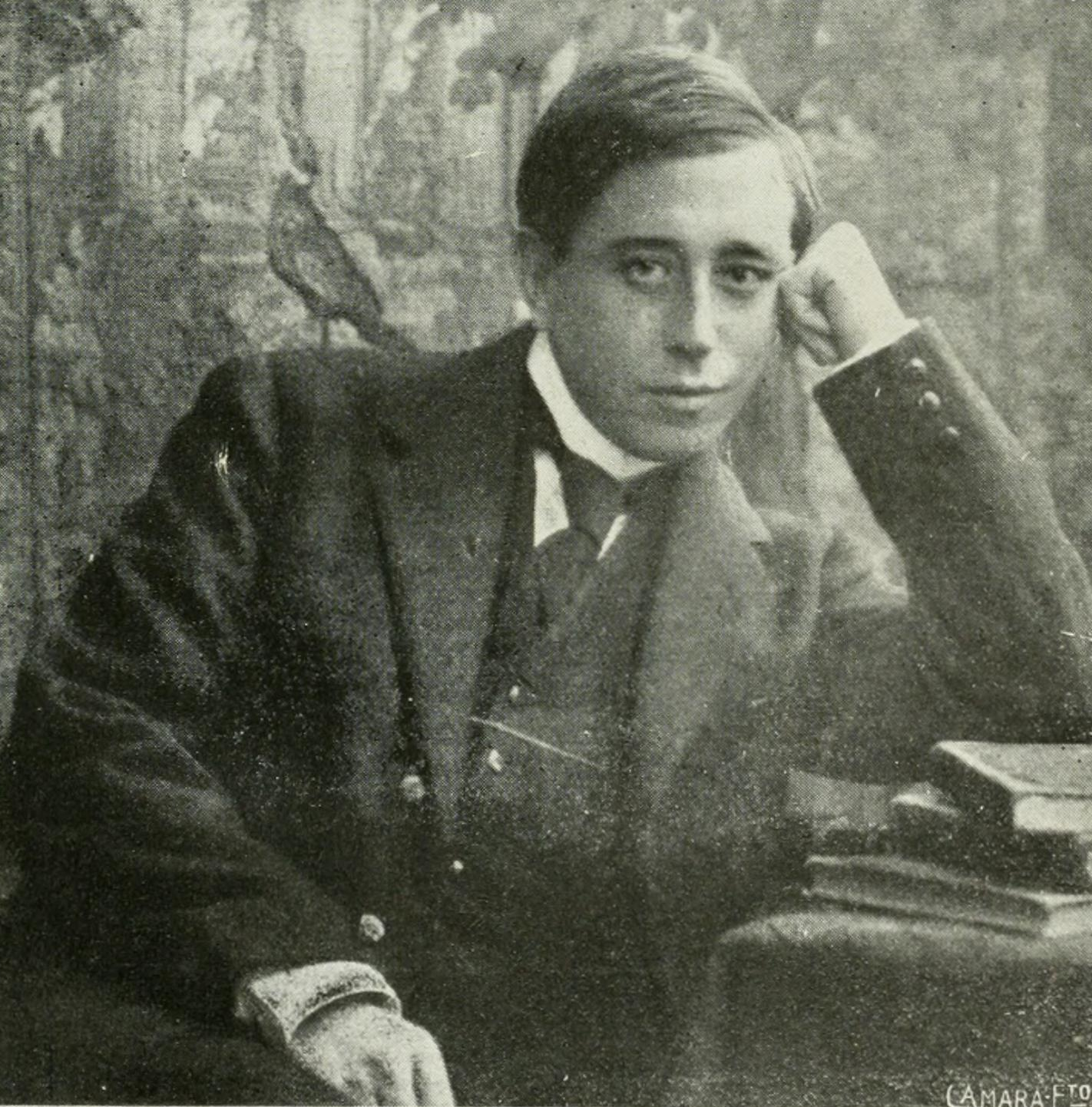
Retrato de Gabriel Miró

Estas características levaram a crítica tradicional a classificar Miró como estilista, lírico ou “poeta em prosa”. No entanto, estas designações revelam-se redutoras, na medida em que desconsideram a matriz narrativa da sua obra. É certo que os seus textos apresentam um forte pendor lírico e estilístico, o que justifica a influência que exerceu sobre os poetas da Geração de 27 (Laín Corona, 2010). Porém, essas estratégias não excluem o recurso a técnicas narrativas, como tem sido crescentemente reconhecido pela crítica (cf. Ian Macdonald, Márquez Villanueva, Lozano Marco, entre outros). Além disso, Miró estabelece afinidades com o Modernismo europeu, partilhando traços com autores como Virginia Woolf, James Joyce e Marcel Proust. Segundo os princípios desta corrente, os elementos líricos e estilísticos não são meramente decorativos ou poéticos per se, mas desempenham funções narrativas no interior do romance. É neste sentido que Miró também influenciou romancistas da Geração de 27, como Benjamín Jarnés, Juan Chabás e Carmen Conde (Laín Corona, 2013), bem como, posteriormente, autores da pós-guerra como Francisco Umbral (Laín Corona, 2014).

## Obras

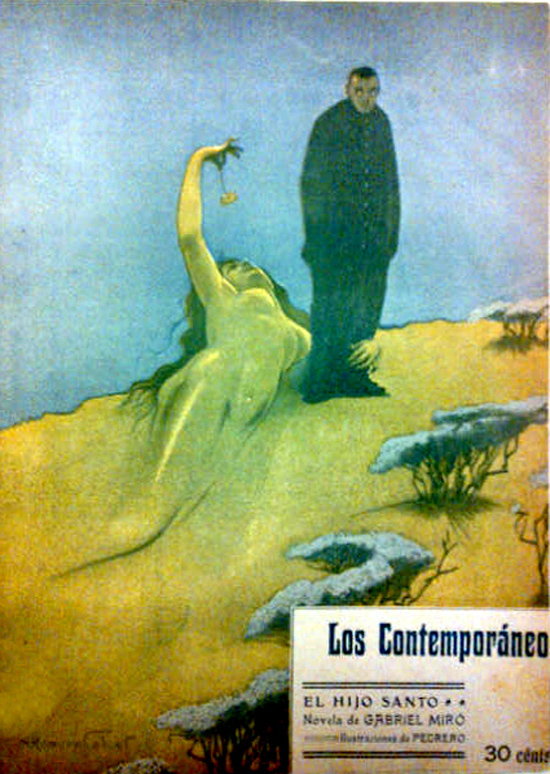
El hijo santo, n.º 24 dos Contemporáneos (11 de junho de 1909)

As Obras completas de Gabriel Miró foram editadas por duas vezes: em Madrid, 1931, pelos “Amigos de Gabriel Miró”, e em Madrid, 1942, num único volume pela Biblioteca Nueva. Mais recentemente, foi publicada uma edição em três volumes das Obras completas, com estudos introdutórios e bibliografia organizados por Miguel Ángel Lozano Marco (Madrid, Biblioteca Castro, Fundación José Antonio de Castro, 2006–2008). Esta última inclui os dois primeiros romances e diversos textos ausentes da edição da Biblioteca Nueva.
- La mujer de Ojeda, 1901.
- Hilván de escenas, 1903.
- Del vivir, 1904.
- La novela de mi amigo, Alicante, 1908.
- Nómada, 1908.
- La palma rota, 1909
- El hijo santo, 1909, novela corta
- Amores de Antón Hernando, 1909, novela corta
- Las cerezas del cementerio, 1910
- La señora, los suyos y los otros, 1912, novela corta
- Del huerto provinciano, Barcelona, 1912, cuentos
- El abuelo del rey, Barcelona, 1915.
- Dentro del cercado, Barcelona, 1916.
- Figuras de la Pasión del Señor, 1916 y 1917.
- Libro de Sigüenza, 1917.[22]
- El humo dormido, Madrid, 1919.
- El ángel, el molino y el caracol del faro, Madrid, 1921.
- Nuestro padre San Daniel, Madrid, 1921.
- Niño y grande, Madrid, 1922.
- El obispo leproso, Madrid, 1926.
- Años y leguas, Madrid, 1928.

### Edições póstumas
- Las águilas, Ediciones de Arte y Bibliofilia, 1979
- Cartas a Alonso Quesada, Editora Regional Canaria, 1985
- Huerto de cruces, Barcelona, Edhasa, 1991
- Levante:Murcia, Barcelona, Círculo de Lectores, 1993
- Corpus, El caracol del faro y otros cuentos, Alicante, Aguaclara, 1993
- Epistolario, edición de Ian R. Macdonald y Frederic Barberà, 2009.